# Trionymus angustifrons
Trionymus angustifrons (лат.) — вид полужесткокрылых насекомых-кокцид рода Trionymus из семейства мучнистые червецы (Pseudococcidae).

## Распространение
Африка: Египет. Азия: Израиль, Саудовская Аравия. Европа: Франция.

## Описание
Питаются соками корней таких растений, как Rhazia stricta (Apocynaceae), Ambrosia maritima, Carthamus glauca, Echinops viscosus, Sonchus oleraceus (Asteraceae), Tamarix aphylla (Tamaricaceae), Urtica (Urticaceae), Zygophyllum coccineum (Zygophyllaceae).
Вид был впервые описан в 1926 году энтомологом У. Дж. Холлом (Hall, W. J.) вместе с Targionia haloxyloni.
Таксон Trionymus angustifrons включён в состав рода Trionymus Berg, 1899 вместе с видами Trionymus acomus De Lotto, 1964, Trionymus agrestis Wang & Zhang, 1990, Trionymus agropyronicola Tang, in Tang & Li, 1988, Trionymus americanus (Cockerell, 1899).